# Skidskytte
Skidskytte (engelska: biathlon) är en vintersport som utgör en kombination av två sporter: längdskidåkning och skytte. I skidskytte användes tidigare – precis som inom längdskidåkningen – klassisk stil, men 1986 godkändes fristil som åksätt i skidskytte.
Sporten har sitt ursprung i Norge, som en militär tävlingsdisciplin. Världsmästerskap arrangeras sedan 1958 (sedan 1984 för damer), och säsongen 1977/1978 startade världscupen i skidskytte (officiell damklass sedan 1987/1988). Efter enstaka besök i OS-sammanhang, blev skidskytte en återkommande olympisk idrott 1960.
Liksom i längdåkning domineras skidskyttetävlingar oftast av åkare från regelbundet vintersnötäckta länder i Central-, Nord- och Östeuropa. Flest VM-guld har tagits av åkare från Norge, Tyskland, Sovjetunionen, Frankrike, Ryssland, Östtyskland och Sverige.

## Historia

### Bakgrund
Sporten har sitt ursprung i Norge där norska soldater utövade den i något annorlunda form. Den första kända tävlingen ägde rum 1767 då gränssoldater i Norge tävlade mot varandra i olika grenar som att träffa måltavla under utförsåkning på skidor, distanslopp på skidor, slalom och störtlopp. Grenarna premierades med pengar var för sig och var således inte en kombinationsidrott av skytte och längdskidåkning.
Gradvis blev sporten vanligare i Skandinavien och utövades mycket av militärer som alternativ träning. Under beteckningen militärpatrull fanns kombinationen av skidåkning och skytte med som en gren i de olympiska vinterspelen 1924, och som en uppvisningssport 1928, 1936 och 1948. Därefter kom sporten inte med på det olympiska programmet förrän 1960 eftersom man internationellt inte kunde enas om reglerna.
För att stimulera skid- och skytteintresset i Sverige, samt som ett uttryck för Sveriges försvarsvilja under andra världskriget, instiftade Svenska Dagbladet 1940 Skidskyttemärket med devisen "frihetens värn".

### Internationell spridning
Intresset för skidskytte var tidigare starkt begränsat till ett fåtal länder, men under 1950-talet började populariteten öka i Sovjetunionen och Sverige.
De första världsmästerskapen hölls 1958 i Saalfelden, Österrike.  Då tävlades det bara i 20 km individuellt eller distans som det framför allt kallas numera. Endast herrar deltog, damerna började tävla i världsmästerskap 1984, och vid olympiska spelen i samband med vinterspelen 1992 i Albertville.

### Teknikutveckling och organisation
Från och med 1978 slutade man att använda grovkalibriga vapen och skjutavståndet 150 meter, och började istället att använda finkalibriga vapen (.22 Long Rifle) och ett skjutavstånd på 50 meter. Mekaniska måltavlor började användas i samband med olympiska vinterspelen 1980  i Lake Placid, New York, USA. 1985 introducerades fristil inom längdskidåkningen och året därpå godkändes stilen inom skidskytte.
1948 bildades Union Internationale de Pentathlon Moderne et Biathlon (UIPMB) för att standardisera reglerna i skidskytte och modern femkamp. 1993 bröt man ut skidskytte ur UIPBM och bildade Internationella Skidskytteförbundet International Biathlon Union (IBU). Svenska Skidskytteförbundet bildades 1986.

### Ordförande i UIPMB/IBU
- 1948–1949: Tor Wiborn (Sverige)
- 1949–1960: Gustaf Dyrssen (Sverige)
- 1960–1988: Sven Thofelt, (Sverige)
- 1988–1992: Igor Novikov (Sovjetunionen/Ryssland)
- 1992–2018: Anders Besseberg (Norge)
- Från 2018:  Olle Dahlin (Sverige)

## Regler

### Grundregler
De tävlande åker skidor runt en bana, beroende på vilken disciplin de tävlas i skjuter man två eller fyra gånger. Hälften i liggande och hälften i stående. Beroende på skytteprestationen får man tillägg i tiden eller extra sträcka att åka. Före starten och efter turneringens slut är skidor och vapen markerade. Varje idrottare efter mållinjen testas. Den avgör om personen var dopad under tävlingen.
Varje skjutning skall skidskytten träffa fem måltavlor, för varje bom blir man straffad på tre olika sätt beroende på disciplin:
- Åka straffrundan som är omkring 150 m. Det brukar ta mellan 20 och 30 sekunder för de bästa skidskyttarna
- Få en minuts tillägg till totaltiden.
- Använda extraskott för att träffa alla måltavlorna. Vid varje skjutning finns det tre extraskott tillgängliga, har man ändå inte träffat alla fem får man åka straffrundan.

### Skidåkning
Alla tekniker är tillåtna i skidskytte vilket betyder att skate är att föredra eftersom det går fortast. Numera åker alla skate under tävlingarna.

### Skytteteknik

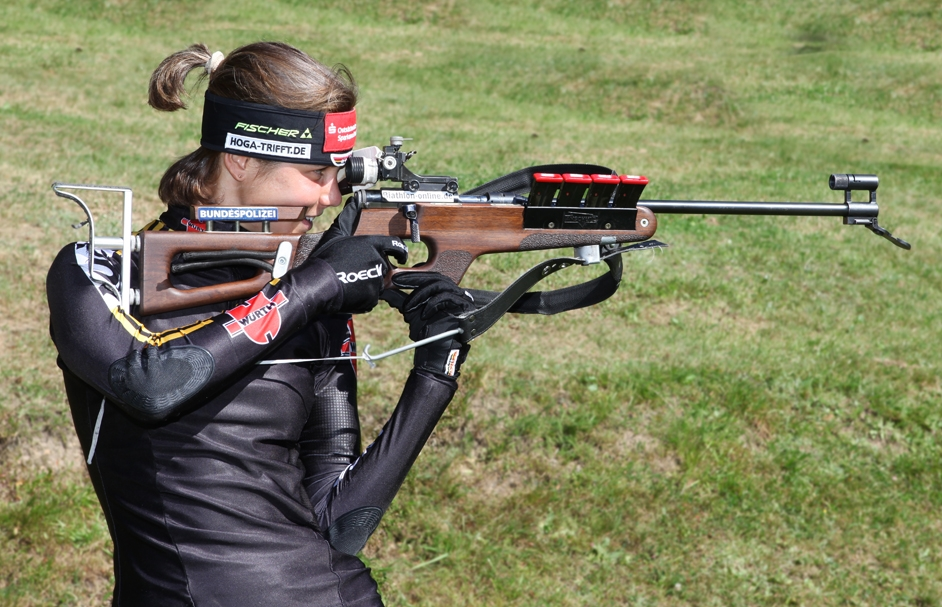
Tina Bachmann i stående skytte. Gevärets olika delar, från vänster: stocken med kindstöd och bakkappa, högerhanden om pistolgreppet och avtryckaren, åkarens ögon vid dioptern och med blicken mot måltavlan genom korntunneln längst fram på gevärspipan, gevärets centrala låda med slutstycke, samt där framför fyra patronmagasin (med fem skott i vardera) fästade i magasinshållaren.

I distans, jaktstart och masstart skjuter man fyra gånger, två i liggande och två i stående. I sprint och stafett skjuter man två gånger, en gång i liggande och en gång i stående. Varje skjutning består av fem skott.
Skjutavståndet är 50 m och måltavlans diameter i liggande är 45 mm och i stående är den 115 mm. Geväret måste väga minst 3,5 kg och ammunitionen som man använder sig av är av kaliber .22 Long Rifle.
I distanstävlingar leder varje missat skott till en tilläggsminut medan man i övriga grenar tvingas åka en straffrunda på cirka 150 m. I stafett har man förutom sina fem ordinarie skott även tre extraskott att ta till för att träffa måltavlorna med innan man eventuellt måste genomföra straffrundor.

## Discipliner

### Distans
20 km för herrar och 15 km för damer med intervallstart. Detta är den äldsta disciplinen i skidskytte. De tävlande skjuter fyra gånger i följande ordning: liggande, stående, liggande, stående. Totalt 20 skott; för varje bom får man 1 minuts tillägg i totaltiden.

### Kortdistans
15 km för herrar och 12,5 km för damer med intervallstart. De tävlande skjuter fyra gånger i följande ordning: liggande, stående, liggande, stående. Totalt 20 skott; för varje bom får man 45 sekunders tillägg i totaltiden.

### Sprint
Sprintloppet är 10 km för herrar och 7,5 km för damer och man startar med intervallstart. I sprint skjuter man två gånger, först liggande, sedan stående; för varje bom får man åka en straffrunda som är ca 150 m lång. Det brukar ta ca 23 sekunder för herrar och 25 sekunder för damer att åka.

### Jaktstart
Jaktstarten är 12,5 km för herrar och 10 km för damer. Man startar med samma ordning och tidsskillnad som slutresultatet i en annan tävling, oftast en sprinttävling. Man skjuter fyra gånger, liggande, liggande, stående, stående. Varje bom resulterar i en straffrunda. Den som först korsar mållinjen vinner.

### Masstart
I masstarten startar alla åkare samtidigt. Herrarna åker 15 km och damerna 12,5 km. Man skjuter fyra gånger, liggande, liggande, stående, stående. För varje bom får man åka en straffrunda. Först i mål vinner.

### Stafett
Ett stafettlag består av fyra deltagare. Hos herrarna åker varje tävlande 7,5 km. Damerna åker 6 km. Både herrar och damer skjuter två gånger, en gång liggande och en gång stående. Vid varje skjutning har deltagarna åtta försök att träffa de fem måltavlorna, men de tre sista skotten måste laddas om ett och ett. Om man trots extraskotten inte träffat alla de fem måltavlorna på de åtta skotten, får man åka lika många straffrundor som missade måltavlor. Lagen startar samtidigt på första sträckan och vid växlingarna måste åkarna beröra varandra för att växlingen ska vara giltig.

### Mixstafett
I mixedstafetten deltar två damer och två herrar i stafettlaget. Damerna åker 6 km och sedan herrarna 7,5 km var. Reglerna är desamma som i den vanliga stafetten.

### Singel Mixstafett
Singel Mixstafetten är en tävlingsform som infördes på världscupen 2016, och för världsmästerskapen på VM i Östersund 2019. Tävlingsformen är en stafett med en kvinnlig och en manlig deltagare, som vardera åker två gånger med vardera en liggande och en stående skjutning. Till skillnad från vanlig stafett så sker växlingen direkt efter den andra skjutningen, utan att åka ett varv mellan skjutning och växling. Dock åker den sista deltagaren ett extra varv efter sin sista skjutning till mål.
Då varje varv är 1,5 km för både damer och herrar åker alltså den första deltagaren totalt 6 km (2 × 1,5 km + vila + 2 × 1,5 km), och den andra deltagaren 7,5 km (2 × 1,5 km + vila + 3 × 1,5 km). Varven före skjutningarna är således kortare än vid normala stafetter (2 km för damer, och 2,5 km för herrar), men åks fler gånger av respektive deltagare. En annan skillnad mot vanliga stafetter är att straffrundan är hälften så lång, 75 m istället för normala 150 m. Precis som i vanliga stafetter har dock deltagarna tre reservskott vid varje skjutning.

## Tävlingar

### Världscupen
Huvudartikel: Världscupen i skidskytte
Tävlingarna arrangeras på olika orter runtom i världen, främst Europa, Nordamerika och Asien, under vintern. Vanligtvis påbörjas säsongen mot slutet av november/början av december och löper fram till mars, och vanligtvis tävlar man från onsdag/torsdag-söndag under tävlingsveckorna. Poängen räknas sedan samman.
Herrtävlingen hade premiär säsongen 1977/1978, damtävlingen säsongen 1982/1983 men kallades "Europacupen" fram till säsongen 1986/1987 även om deltagandet inte var begränsat till européer.
I skidskytte fick man världscuppoäng även i världsmästerskap och olympiska spel, något som inte förekommer i många andra vintersporter. Detta har man dock nu ändrat på. Från och med säsong 2022/2023 kommer resultat från världsmästerskap och olympiska spel inte att räknas in i världscupen.

#### Poängsystem
| Poängsystem från säsong 2022/2023 | Poängsystem från säsong 2022/2023 | Poängsystem från säsong 2022/2023 | Poängsystem från säsong 2022/2023 | Poängsystem från säsong 2022/2023 | Poängsystem från säsong 2022/2023 | Poängsystem från säsong 2022/2023 | Poängsystem från säsong 2022/2023 | Poängsystem från säsong 2022/2023 | Poängsystem från säsong 2022/2023 | Poängsystem från säsong 2022/2023 | Poängsystem från säsong 2022/2023 | Poängsystem från säsong 2022/2023 | Poängsystem från säsong 2022/2023 | Poängsystem från säsong 2022/2023 | Poängsystem från säsong 2022/2023 | Poängsystem från säsong 2022/2023 | Poängsystem från säsong 2022/2023 | Poängsystem från säsong 2022/2023 | Poängsystem från säsong 2022/2023 | Poängsystem från säsong 2022/2023 | Poängsystem från säsong 2022/2023 | Poängsystem från säsong 2022/2023 | Poängsystem från säsong 2022/2023 | Poängsystem från säsong 2022/2023 | Poängsystem från säsong 2022/2023 | Poängsystem från säsong 2022/2023 | Poängsystem från säsong 2022/2023 | Poängsystem från säsong 2022/2023 | Poängsystem från säsong 2022/2023 | Poängsystem från säsong 2022/2023 | Poängsystem från säsong 2022/2023 | Poängsystem från säsong 2022/2023 | Poängsystem från säsong 2022/2023 | Poängsystem från säsong 2022/2023 | Poängsystem från säsong 2022/2023 | Poängsystem från säsong 2022/2023 | Poängsystem från säsong 2022/2023 | Poängsystem från säsong 2022/2023 | Poängsystem från säsong 2022/2023 | Poängsystem från säsong 2022/2023 |
| --------------------------------- | --------------------------------- | --------------------------------- | --------------------------------- | --------------------------------- | --------------------------------- | --------------------------------- | --------------------------------- | --------------------------------- | --------------------------------- | --------------------------------- | --------------------------------- | --------------------------------- | --------------------------------- | --------------------------------- | --------------------------------- | --------------------------------- | --------------------------------- | --------------------------------- | --------------------------------- | --------------------------------- | --------------------------------- | --------------------------------- | --------------------------------- | --------------------------------- | --------------------------------- | --------------------------------- | --------------------------------- | --------------------------------- | --------------------------------- | --------------------------------- | --------------------------------- | --------------------------------- | --------------------------------- | --------------------------------- | --------------------------------- | --------------------------------- | --------------------------------- | --------------------------------- | --------------------------------- | --------------------------------- |
| Placering                         | 1                                 | 2                                 | 3                                 | 4                                 | 5                                 | 6                                 | 7                                 | 8                                 | 9                                 | 10                                | 11                                | 12                                | 13                                | 14                                | 15                                | 16                                | 17                                | 18                                | 19                                | 20                                | 21                                | 22                                | 23                                | 24                                | 25                                | 26                                | 27                                | 28                                | 29                                | 30                                | 31                                | 32                                | 33                                | 34                                | 35                                | 36                                | 37                                | 38                                | 39                                | 40                                |
| Poäng                             | 90                                | 75                                | 60                                | 50                                | 45                                | 40                                | 36                                | 34                                | 32                                | 31                                | 30                                | 29                                | 28                                | 27                                | 26                                | 25                                | 24                                | 23                                | 22                                | 21                                | 20                                | 19                                | 18                                | 17                                | 16                                | 15                                | 14                                | 13                                | 12                                | 11                                | 10                                | 9                                 | 8                                 | 7                                 | 6                                 | 5                                 | 4                                 | 3                                 | 2                                 | 1                                 |

### Återkommande tävlingsorter

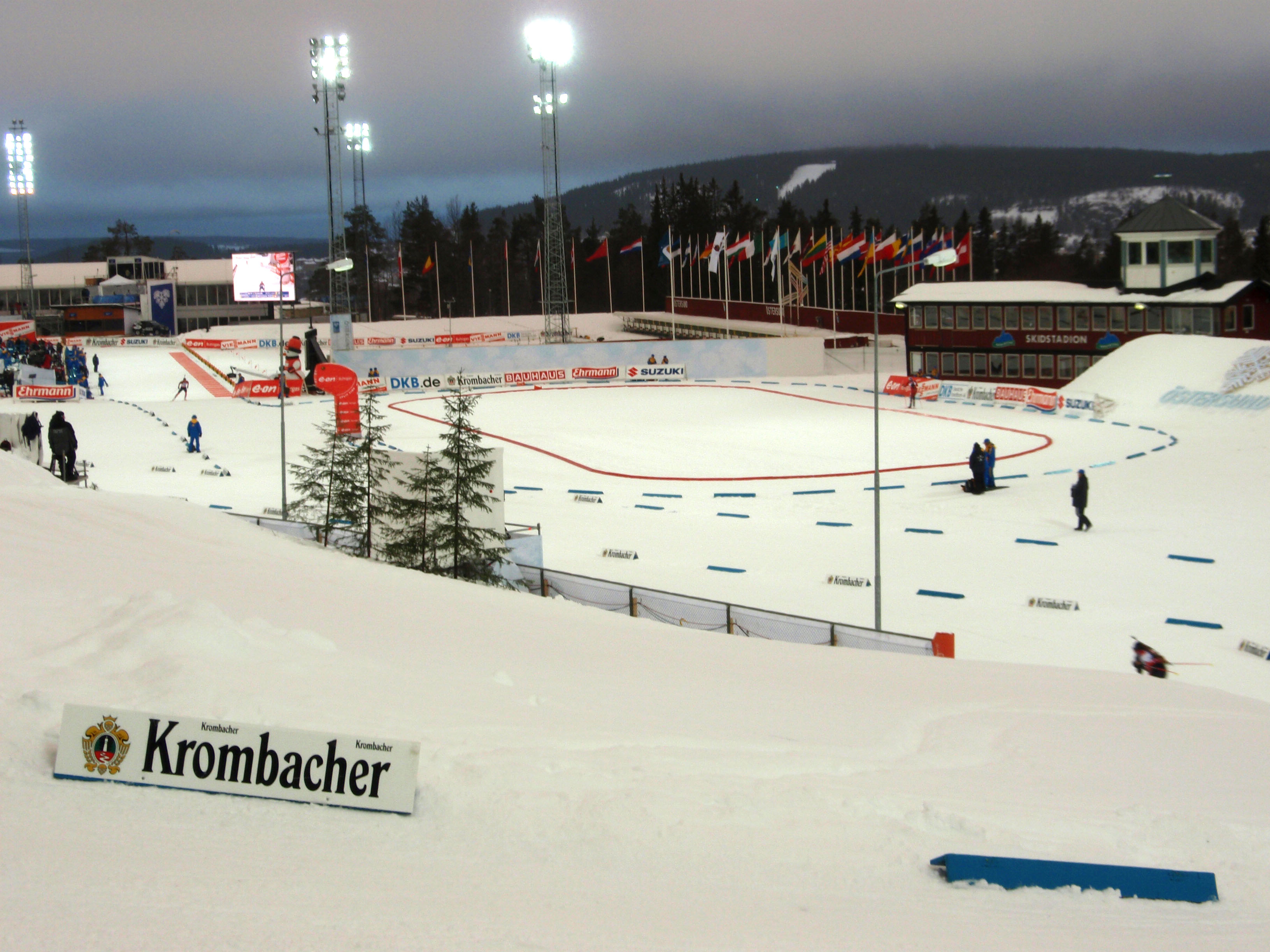
Östersunds skidstadion vid världsmästerskapen i skidskytte 2008. Östersund är även en återkommande ort för världscuptävlingar i skidskytte.

Världscupen och världsmästerskapen i skidskytte hålls av tradition på ett mindre antal platser.
| Land      | Tävlingsplatser                      | Tävlingsplatser | Tävlingsplatser    |
| --------- | ------------------------------------ | --------------- | ------------------ |
| Finland   | Kontiolax                            | Lahtis          |                    |
| Italien   | Antholz-Anterselva                   | San Sicario     | San Sicario        |
| Kanada    | Canmore, Alberta                     | Valcartier      | Valcartier         |
| Norge     | Beitostølen                          | Holmenkollen    | Lillehammer        |
| Ryssland  | Chanty-Mansijsk                      | Ufa             | Novosibirsk        |
| Slovakien | Osrblie                              | Osrblie         | Osrblie            |
| Slovenien | Pokljuka                             | Pokljuka        | Pokljuka           |
| Sverige   | Östersund                            | Östersund       | Östersund          |
| Tyskland  | Oberhof                              | Ruhpolding      |                    |
| USA       | Fort Kent, Maine Presque Isle, Maine | Lake Placid, NY | Soldier Hollow, UT |
| Österrike | Hochfilzen                           | Saalfelden      | Saalfelden         |

### Framgångsrika svenska tävlande
(listade efter år för toppresultat)
- Adolf Wiklund - VM-guld (1958)
- Klas Lestander - OS-guld (1960)
- Eva Korpela - VM-guld, 3 VM-silver, 3 VM-brons, vinnare av totala världscupen 2 gånger (1985/1986, 1986/1987)
- Mikael Löfgren - 2 OS-brons, Vinnare av totala världscupen 1 gång (1992/1993)
- Magdalena Forsberg - 2 OS-brons, 6 VM-guld, 1 VM-silver, 6 VM-brons, vinnare av totala världscupen 6 gånger (1996/1997 till 2001/2002)
- Anna Carin Zidek - OS-guld (2006), OS-silver, VM-guld, 3 VM-silver, 2 VM-brons
- Carl Johan Bergman - VM-guld (2007), 2 VM-silver, 2 VM-brons
- Helena Ekholm - 3 VM-guld, 1 VM-silver, 4 VM-brons, vinnare av totala världscupen 1 gång (2008/2009)
- Björn Ferry - OS-guld (2010), VM-guld, VM-silver och VM-brons
- Fredrik Lindström - OS-guld (2018), 2 VM-brons
- Hanna Öberg - OS-guld (2018), OS-silver, VM-guld, 2 VM-silver, 4 VM-brons
- Sebastian Samuelsson - OS-guld (2018), OS-silver, VM-guld (2023) 2 VM-silver, 6 VM-brons
- Peppe Femling – OS-guld (2018)
- Jesper Nelin – OS-guld (2018)
- Anna Magnusson - OS-silver (2018)
- Martin Ponsiluoma – VM-guld (2021), VM-silver (2023) VM-brons, OS-silver (2022)
- Elvira Öberg - OS-guld (2022), 2 OS-Silver. (2022), VM-silver (2025)
- Mona Brorsson - OS-guld (2022), OS-silver (2018)
- Linn Persson - OS-guld (2022), OS-silver (2018) VM-Silver (2023) 2 VM-brons (2023)

## Skidskytte i populärkulturen
De mekaniska måltavlorna visades 1981 i James Bond-filmen Ur dödlig synvinkel (For Your Eyes Only), då James Bond besöker Cortina d'Ampezzo under pågående skidskyttetävling.